# Zákon genu
Zákon genu je sbírka fantastických povídek věnovaných Gregoru Johannu Mendelovi a genetice, která byla vydána k výročí 200 let od narození Gregora Johanna Mendela. Patronaci převzal sir Paul Nurse.

## Seznam povídek
1. Zachránil jsem Mendela, pánové! (autor: Kristýna Sněgoňová)
2. Pacient rekrut (autor: Jan Kotouč)
3. Stvořitel (autor: Tomáš Petrásek)
4. Mendelovy včely (autor: Jan Hlávka)
5. Plevel (autor: Julie Nováková)
6. Pláž (autor: Pavel Fritz)
7. Akcelerace aneb Brightonská hvězda (autor: David Šenk)
8. Operace Fénix (autor: Ondřej Neff)
9. Královnovrazi (autor: Jakub Mařík)
10. Sousedská láska (autor: Michaela Merglová)
11. Eden (autor: Lukáš Vavrečka)
12. Za Sofii (autor: Roman Bureš)
13. Mendel 47 (autor: Dalibor Vácha)
14. Nedžentlmenská dohoda (autor: Martin Paytok)
15. Ztraceno z paměti (autor: Lucie Lukačovičová)
16. Zákon genu (autor: František Kotleta)